# Umbriel (měsíc)
Umbriel je jeden z největších měsíců planety Uran. Má průměr 1 169 km, od Uranu je vzdálen 226 300 km. Jeden jeho oběh trvá 4,14 pozemského dne. Z Uranových hlavních měsíců má nejtmavší barvu, odráží pouze asi 16 % světla, které na něj dopadne. I proto je velmi obtížně pozorovatelný. Sonda Voyager 2 zjistila, že je jeho povrch hustě pokryt krátery, které mají průměr až několik desítek kilometrů. Žádná vnitřní aktivita zatím nebyla zaznamenána.
Na jeho povrchu se nachází jasný atypický útvar o průměru cca 130 km nazvaný Wunda, o jehož původu a povaze není prakticky nic známo. Přesto je formálně řazen mezi krátery.
Měsíc byl objeven už v roce 1851 Williamem Lassellem, je pojmenován podle postavy z díla Alexandera Popea The Rape of the Lock (Uloupená kadeř).